# ボイノベ
『ボイノベ』とは、バンダイナムコゲームスによる電子書籍サービス及びその書籍コンテンツ。2015年3月30日にサービスを終了した。

## 概要
無償配布される専用のスマートフォン用アプリにより、ボイノベタイトルを読むことができる。
基本的に文字のみで表現を行う小説に、従来の挿絵に加えて台詞部分の音声再生とBGMを付加した小説のマルチメディア表現を行う。
従来のゲームによるコンテンツ表現を小説に応用したものといえる。表現に用いる要素としてはビジュアルノベルと一般に言われるものと近いが、それらが「横書き・パートボイス・キャラクターイラストでの表情変化」による表現で「分岐によるマルチエンディング」を楽しむゲームであることに対して、ボイノベでは「縦書きデフォルト（横書きに切り替え可能）・セリフ部分のフルボイス・挿絵」によりあくまで小説のマルチメディア化を行っていることが特徴。また、物理的な本と同じくユーザー間での「貸し借り」も一部タイトルで可能。

## ボイノベの「貸し借り」
購入したボイノベタイトルについて、ユーザー間で「貸し借り」が出来る。現在の所、第一弾タイトルの「テイルズ オブ ヴェスペリア -断罪者の系譜-」上巻についてこの機能が使える。

## ユーザー環境アプリ「ボイノベ」の他機能
スマートフォン用アプリとしてユーザー環境アプリがiPhoneとAndroid端末用に無料配布される。
コンテンツの閲覧の他に以下の機能が使用できる。
「ボイノベレイディオ！」：毎週更新のラジオコンテンツ。パーソナリティは三村ロンド。ボイノベに出演した声優が毎回ゲスト出演する。
「サロン」：ユーザー参加できるコミュニティサービス。
「ともだち」：ユーザー同士の相互認証によりメッセージの送受信と上述の「購入したボイノベの貸し借り」を行える。

## 発売タイトル
テイルズ オブ ヴェスペリア -断罪者の系譜-
シナリオ：奥田孝明 / イラスト：日森よしの
- 上巻『ひとつの出会い、ふたりの剣』
- 中巻『届く想い、届かぬ願い』
- 下巻『人々の笑顔のために』

無尽合体キサラギ
原作：バンダイナムコゲームス / 構成・監修：髙橋龍也 / 作：兵頭一歩 / 協力：水無月徹 / イラスト：上田夢人
- 前編
- 後編